# Número de donante
En química, un número de donante (DN) es una medida cuantitativa de la basicidad de Lewis. Un número de donante se define como el valor de entalpía negativo para la formación de aducto 1: 1 entre una base de Lewis y el ácido de Lewis estándar SbCl5 (pentacloruro de antimonio), en solución diluida en el disolvente no coordinante 1,2-dicloroetano con un DN cero. Las unidades son kilocalorías por mol por razones históricas. El número de donante es una medida de la capacidad de un disolvente para solvatar cationes y ácidos de Lewis. El método fue desarrollado por V. Gutmann en 1976. Del mismo modo, los ácidos de Lewis se caracterizan por los números aceptadores (AN, consulte el método de Gutmann-Beckett). 
Los valores típicos de solventes son:
- acetonitrilo 14,1 kcal / mol (59,0 kJ / mol)
- acetona 17 kcal / mol (71 kJ / mol)
- metanol 19 kcal / mol (79 kJ / mol)
- tetrahidrofurano 20 kcal / mol (84 kJ / mol)
- dimetilformamida (DMF) 26.6 kcal / mol (111 kJ / mol)
- dimetilsulfóxido (DMSO) 29.8 kcal / mol (125 kJ / mol)
- etanol 31.5 kcal / mol (132 kJ / mol)
- piridina 33.1 kcal / mol (138 kJ / mol)
- trietilamina 61 kcal / mol (255 kJ / mol)

Una revisión crítica del concepto del Número de Donante ha señalado las serias limitaciones de esta escala de afinidad. Además, se ha demostrado que para definir el orden de la resistencia de la base de Lewis (o la resistencia del ácido de Lewis) se deben considerar al menos dos propiedades. Para la teoría cualitativa HSAB de Pearson , las dos propiedades son la dureza y la resistencia mientras que para el modelo ECW cuantitativo de Drago las dos propiedades son electrostáticas y covalentes.

## Otras lecturas
- Unión Internacional de Química Pura y Aplicada. «donor number». Compendium of Chemical Terminology. Versión en línea  (en inglés).

- Versión corregida en línea:   (2006 – ) " número de donante ". Doi : 10.1351 / goldbook. D01833

- Datos: Q5296801